# Teuhe
Temari'i Teururai, né vers 1843 Huahine et morte le 21 août 1891, est une princesse polynésienne du XIXe siècle, membre de la famille royale de Huahine, fille de la reine Teha'apapa II, elle chasse celle-ci du pouvoir en 1888 et usurpe le trône devenant reine de Huahine sous le nom de Teuhe Ire. Renversée à la suite de la restauration de sa mère, elle est exilée à Tahiti où elle meurt un an plus tard.

## Biographie
Née princesse Temari'i Teururai, elle est la fille aînée du roi Ari'imate et de la reine Teha'apapa II.
Elle épouse en novembre 1857 le prince héritier Terii Taria Teratane Pomare, union qui se solde par la dissolution du ménage en août 1861. Elle est, durant son mariage, princesse consort de Tahiti. De leur union naissent deux enfants décédés jeunes.
En février 1888, sa mère, la reine Teha'apapa II signe les préliminaires de l'annexion de son royaume à la France. Ce geste inconsidéré entraine le soulèvement des principaux chefs de l'île contre cette dernière. Elle est déposée et remplacée par sa fille aînée la princesse Temari'i qui prend le nom de Teuhe I.
Inexpérimentée, elle est à son tour déchue de son titre et exilée à Tahiti par son propre frère, le prince Marama.
Elle trouve asile auprès de son ancien époux, l'ex-roi Pomare V.
Sa mère est alors rétablie sur le trône de Huahine en 1890.

## Ascendance
Temari'i Teuhe I a porté les titres suivants :
- 1843 - 11 novembre 1857 Son Altesse la princesse Temari'i Teururai
- 11 novembre 1857 - 5 août 1861 Son Altesse Royale la princesse héritière Ari'iaue de Tahiti
- 11 novembre 1861 - 23 février 1888 Son Altesse la princesse Temari'i Teururai

Elle est proclamée reine d'un gouvernement révolutionnaire
- 23 février 1888 - 23 juillet 1890 Sa Majesté la reine Teuhe de Huahine

Elle est déposée et exilée
Après son exil, elle garde son titre de reine à titre personnel:
- 23 juillet 1890 - 21 août 1891 la  reine Temari'i Teuhe I Teurura'i

## Sources
- Tahiti, les temps et les pouvoirs. Pour une anthropologie historique du Tahiti post-européen, Paris, ORSTOM, 543 p., Jean-François BARE.
- Trois ans chez les Canaques. Odyssée d'un Neuchâtelois autour du monde. Lausanne, Payot & C° Éditeurs, 342p., Eugène HANNI.
- Huahine aux temps anciens, Cahiers du Patrimoine [Savoirs et traditions] et Tradition orale, B.SAURA, édition 2006.
- Chefs et notables au temps du protectorat: 1842 - 1880, Société des Études Océaniennes, Raoul TEISSIER, réédition de 1996.